# Manchester United F.C. mùa bóng 1998–99
Mùa giải 1998–99 là một trong những mùa giải thành công nhất trong lịch sử câu lạc bộ bóng đá Manchester United. Sau khi kết thúc mùa giải trước không giành bất kỳ danh hiệu nào, United giành một cú ăn ba danh hiệu (Premier League, FA Cup và UEFA Champions League), là đội bóng đá Anh đầu tiên giành được thành tích này. Trong cả mùa giải United chỉ thua 5 trận, một trận mở màn Siêu cúp Anh, một trận ở vòng tứ kết cúp Liên đoàn bóng đá Anh bởi nhà vô địch sau đó là Tottenham Hotspur và 3 trận đấu thuộc giai đoạn đầu của Giải bóng đá ngoại hạng Anh. Một chuỗi 33 trận bất bại kéo dài bắt đầu từ ngày 26 tháng 12 trên sân nhà khi tiếp đón Nottingham Forest.
Cầu thủ kỳ cựu Brian McClair và Gary Pallister, cùng với một loạt các cầu thủ trẻ và ít kinh nghiệm như thủ môn Kevin Pilkington và tiền đạo Graeme Tomlinson đã rời câu lạc bộ trước khi mùa giải bắt đầu. Cầu thủ chuyển nhượng lớn nhất trước mùa giải là hậu vệ người Hà Lan Jaap Stam với mức giá kỷ lục khoảng 10,75 triệu £. Cộng thêm tiền đạo Dwight Yorke và cầu thủ chạy cánh người Thụy Điển Jesper Blomqvist. Thủ môn Peter Schmeichel tuyên bố ý định rời khỏi Câu lạc bộ sau 8 năm gắn bó tại Old Trafford, để gia nhập Sporting Clube de Portugal vào cuối mùa giải.
Tinh thần thi đấu mạnh mẽ không bao giờ thiếu của toàn đội, đã thấm nhuần trong các mùa trước, là chìa khóa thành công sau đó của họ mà điển hình là các cầu thủ biết cách đứng lên trong những tình huống khó khăn nhất. Điểm nổi bật là United biết tiến lên trong trận Chung kết UEFA Champions League 1999, khi Teddy Sheringham và Ole Gunnar Solskjær mở tỷ số trước đối thủ Bayern Munich trong những phút cuối cùng của hiệp hai. David Beckham giành ngôi thứ nhì sau Rivaldo trong năm 1999 bởi danh hiệu Quả bóng vàng châu Âu và Cầu thủ xuất sắc nhất năm của FIFA.
Người hâm mộ và các nhà văn gọi tên một con đường đó là Alex Ferguson, mặc dù vậy ông bác bỏ trong những năm sau đó. Hàng chục ngàn người hâm mộ đã xếp hàng trên đường phố Manchester để chào đón đội bóng khi mùa giải sắp kết thúc. Để ghi nhận những thành tựu, ông Ferguson đã được trao một chức danh hiệp sĩ, và được trao danh hiệu "người Tự do của thành phố Glasgow" vào tháng 10 năm 1999.
Đến cuối mùa giải Manchester United đã trở thành câu lạc bộ bóng đá giàu nhất thế giới, và thương hiệu thể thao có giá trị nhất trên toàn thế giới. Câu lạc bộ được hỏi mua bởi hãng BSkyB, nhưng đã bị cấm bởi Monopolies and Mergers Commission vào tháng 3 năm 1999.

## Giao hữu trước mùa giải
Trước mùa giải United để thua và hòa hai trận đầu tiên trước khi giành cú ăn ba. Một minh chứng đó là trận đấu với Huấn luyện viên Teddy Scott tại Pittodrie của Aberdeen đã được lên kế hoạch vào tháng Giêng; United đã thua 7-6 trên chấm phạt đền sau khi hòa 1-1 trong 90 phút thi đấu.
| Thời gian           | Đối thủ                  | C/K | Tỷ số Bt-Bb  | Cầu thủ ghi bàn                                                     | Số lượng khán giả |
| ------------------- | ------------------------ | --- | ------------ | ------------------------------------------------------------------- | ----------------- |
| 25 tháng 7 năm 1998 | Birmingham City          | K   | 3–4          | Paul Scholes (3, 1 pen) 21', 38', 56'                               | 20.708            |
| 27 tháng 7 năm 1998 | Vålerenga IF             | K   | 2–2          | Paul Scholes 12', Solskjær 14'                                      | 19.700            |
| 31 tháng 7 năm 1998 | Brøndby                  | K   | 6–0          | Sheringham (2) 33', 71', Scholes 44', Cole (2) 66', 84', Cruyff 90' | 27.022            |
| 4 tháng 8 năm 1998  | Brann                    | K   | 4–0          | Irwin (3) 43', 44' (pen), 55' (pen), Cole 82'                       | 16.100            |
| 18 tháng 8 năm 1998 | Eric Cantona European XI | C   | 8–4          | P. Neville, Butt, Scholes, Giggs, Cantona, Cruyff, Notman (2)       | 55.121            |
| 18 tháng 1 năm 1999 | Aberdeen                 | K   | 1–1 (6–7 (p) | Johnsen 51'                                                         | 21.500            |

Màu sắc: Màu xanh = Manchester United thắng; Màu vàng = Hòa; Màu đỏ = Đối thủ thắng.

## Siêu cúp Anh
Trận mở màn của mùa giải bắt đầu với trận tranh siêu cúp Anh vào ngày 9 tháng 8 năm 1998 trên Sân vận động Wembley với sự chứng kiến của 67.342 người, khi đó United thất bại với tỷ số 3–0 bởi Arsenal. Roy Keane trở lại sau một năm bị chấn thương trong khi Jaap Stam ra mắt trận đấu đầu tiên cho câu lạc bộ.
| Thời gian          | Đối thủ | C/K | Tỷ số Bt-Bb | Cầu thủ ghi bàn | Số lượng khán giả |
| ------------------ | ------- | --- | ----------- | --------------- | ----------------- |
| 9 tháng 8 năm 1998 | Arsenal | N   | 0–3         |                 | 67.342            |

## Giải vô địch quốc gia

### Tháng 8
Tại vòng mở màn Manchester United đối mặt với Leicester City tại Old Trafford. Họ bị dẫn trước chỉ sau 7 phút bóng lăn; Emile Heskey đưa bóng vào lưới sau đường chuyền của Muzzy Izzet trước khi Tony Cottee – người cũng ghi bàn khi hai đội gặp mùa trước – nhân đôi cách biệt khi trận đấu còn 15 phút. Tuy nhiên hai bàn thắng từ pha chạm bóng của Teddy Sheringham và quả phạt của David Beckham giúp đội chủ nhà gỡ lại một điểm. Tiếp đó là trận làm khách đầu tiên gặp West Ham, tuy nhiên màn ra mắt của Dwight Yorke kết thúc với kết quả hòa không bàn thắng. Beckham, người thời điểm này bị coi là trung tâm của sự chú ý sau chiếc thẻ đỏ tại World Cup, bị khán giả la ó chế giễu mỗi khi chạm bóng. Xe buýt chở đội cũng trở thành đối tượng bị các cổ động viên quá khích ném chai lọ và gạch đá. Sau trận đấu này Ferguson cùng các cầu thủ và ban huấn luyện từ chối mọi cuộc phỏng vấn từ báo chí.

### Tháng 9
Manchester United có trận thắng đầu tiên vào ngày 9 tháng 9 trước tân binh Charlton Athletic với tỉ số 4–1. Yorke và Ole Gunnar Solskjær mỗi người ghi một cú đúp. Tuy nhiên trận đấu bị ảnh hưởng từ các cuộc biểu tình phản đối trong và ngoài Old Trafford trước khả năng BSkyB thâu tóm United. Những câu hô hào phản đối tục tĩu cũng nhắm vào chủ tịch Martin Edwards, người ủng hộ cuộc sáp nhập. Chiến thắng 2–0 trước Coventry City giúp Manchester United tự tin cho trận mở màn cúp C1 trên sân nhà gặp Barcelona, nhưng thất bại toàn diện trước Arsenal khiến họ tụt xuống thứ 10. Đây là trận thắng thứ ba liên tiếp của Arsène Wenger trước Ferguson (bốn trên mọi đấu trường); các bàn thắng của Tony Adams, Nicolas Anelka và Fredrik Ljungberg khiến Manchester United nhận trận thua sân khách đậm nhất trong hai năm. Tiền vệ Nicky Butt, người vừa bị thẻ đỏ tại Champions League, nhận tiếp thẻ đỏ nữa chỉ trong vòng 4 ngày sau khi vào bóng với Patrick Vieira. United kết thúc tháng 9 với trận thắng kình địch Liverpool 2–0 để vươn lên thứ 5.

### Tháng 10
Chuyến hành quân tới The Dell của Southampton ngày 3 tháng 10 gây chú ý vì thành tích không thắng trên sân vận động này của Quỷ đỏ. Họ thua Southampton trong cả ba lần làm khách gần nhất, trong đó có trận đại bại 6–3 năm 1996. Trận đấu là lần thứ hai Andy Cole đá cặp với Yorke trong mùa giải này, và cả hai đều điền tên mình lên bảng tỉ số. Cầu thủ vào sân thay người Jordi Cruijff ghi bàn ấn đinh tỉ số 3-0 ở phút 75 để đưa United lên ngôi nhì bảng, kém đội dẫn đầu Aston Villa 4 điểm. Thủ môn thứ hai Raimond van der Gouw, người bắt thay cho Peter Schmeichel ở trận với Southampton tiếp tục có mặt trong trận thắng 5–1 trên sân nhà trước Wimbledon, trận thắng đậm nhất tại Old Trafford mùa giải này. Ryan Giggs, Beckham, Yorke và Cole (2) đều ghi bàn còn Ferguson đặc biệt khen ngợi đóng gop của hậu vệ 19 tuổi Wes Brown. United hòa trên sân của Derby County vào ngày 24 tháng 10 và vượt qua Everton 4–1 ngay tại Goodison Park vào ngày Halloween để thu hẹp khoảng cách với ngôi đầu còn 1 điểm.

### Tháng 11
Manchester United hòa trận sân nhà đầu tiên trước Newcastle United, nhưng bù lại bằng chiến thắng 3–2 đội cuối bảng Blackburn Rovers. Các sai sót trong hệ thống phòng ngự, đặc biệt từ Schmeichel, khiến đội bóng phải trả giá trên sân của Sheffield Wednesday, qua đó bỏ lỡ cơ hội lên ngôi đầu bảng. Cú đúp của Niclas Alexandersson và bàn còn lại của Wim Jonk khiến Ferguson nhận thất bại thứ hai tại giải Ngoại hạng và nối dài thành tích tệ hại tại Hillsborough khi chỉ thắng một trong 8 lần làm khách tại đây. Trong trận đấu cuối cùng của tháng 11, Manchester United tiếp Leeds United. Khoảnh khắc thần kì của Butt giúp MU giữ lại ba điểm và tiếp tục gây áp lực cho các đối thủ cạnh tranh.

### Tháng 12
Tháng 12 mở ra với ba trận hòa liên tiếp với trận hòa đầu tiên trên sân của đội đầu bảng Aston Villa. United đã may mắn có được 1 điểm khi bị đối phương ép sân trong hiệp 2, nhưng lại đánh rơi thế dẫn trước 2–0 trước Tottenham Hotspur ở trận đấu sau đó. Hai bàn của Solskjær đưa United dẫn trước, nhưng Gary Neville phải nhận thẻ vàng thứ hai ở phút 39 sau lỗi kéo áo với David Ginola. Đội trưởng Sol Campbell rút ngắn tỉ số khi trận đấu còn 20 phút và một lần nữa ghi bàn ở những phút bù giờ để khép lại trận đấu tại White Hart Lane. 4 ngày sau United để Chelsea có điểm tại Old Trafford và sau đó nhận thất bại cuối cùng trong mùa giải trước Middlesbrough với tỉ số 2–3 trong trận đấu không có sự chỉ đạo của Ferguson. Họ cuối cùng cũng trở lại mạch chiến thắng vào Ngày tặng quà trước Nottingham Forest và kết thúc năm 1998 bằng một điểm tại Stamford Bridge.

### Tháng 1
Sự cố mất điện tại Old Trafford khiến trận gặp West Ham ngày 10 tháng 1 bị trì hoãn vài tiếng, nhưng không thể ngăn phần thắng 4–1 nghiêng về Manchester United. Sự phối hợp giữa Yorke và Cole cũng bắt đầu tỏ ra ăn ý hơn với minh chứng là trận đại thắng 6–2 trước Leicester City. 5 bàn trong hiệp hai trong đó có cú hat-trick của cầu thủ người Trinidad và Tobago giúp giảm cách biệt với Chelsea ở ngôi đầu xuống còn 2 điểm. Vào ngày cuối cùng của tháng 1, Manchester United lần đầu tiên lên ngôi đầu bảng trong mùa giải với cách biệt 1 điểm với các đối thủ xếp sau. Bàn thắng muộn của Yorke ở phút 89 trận thắng 1–0 trên sân của Charlton Athletic giúp United có trận thắng thứ ba liên tiếp.

### Tháng 2
Manchester United vượt qua Derby County 1–0 trên sân nhà vào ngày 3 tháng 2 để gia tăng khoảng cách với Chelsea lên 4 điểm. Ba ngày sau họ thiết lập kỷ lục mới trên sân City Ground khi có trận thắng sân khách đậm nhất trong lịch sử Premier League (8–1). Cầu thủ vào sân từ ghế dự bị Ole Gunnar Solskjaer thậm chí còn ghi bốn bàn trong vòng 10 phút. Ron Atkinson, huấn luyện viên của Nottingham Forest,  nói rằng Manchester United là đội bóng xuất sắc nhất tại giải đấu, còn Ferguson gặp phải chút khó xử trong sắp xếp đội hình trước cuộc đụng độ với Arsenal vào ngày 17. Pháo thủ không có sự phục vụ của Dennis Bergkamp, Emmanuel Petit và Martin Keown, và phải nhận một quả phạt đền từ khá sớm do Ray Parlour đốn ngã Johnsen. Yorke bỏ lỡ cơ hội khi đưa quả bóng đi ra ngoài. United trả giá vì phung phí cơ hội vào đầu hiệp 2 sau khi Nwankwo Kanu chọc khe cho Anelka mở tỉ số. Tuy nhiên thành tích sạch lưới của Arsenal trước trận buộc phải dừng lại sau bàn thắng từ cú đánh đầu của Cole ở phút 60, ấn định kết quả hòa 1–1. Những trận thắng liên tiếp tại Coventry (1–0) vào ngày 20 và Southampton (2–1) trên sân nhà một tuần sau giúp United duy trì ngôi đầu bảng.

### Tháng 3 và 4
United thắng cả hai trận duy nhất tại giải quốc nội trong tháng 3 trước Newcastle và Everton.
Manchester United chỉ có trận hòa 1–1 tại Wimbledon vào ngày 3 tháng 4 nhờ cú sút kĩ thuật của Beckham. Mặc dù để nhiều trụ cột nghỉ ngơi cho cuộc đọ sức với Juventus, United vẫn dễ dàng có được thắng lợi 3–0 tại Old Trafford trước Sheffield Wednesday và nỗ lực để có trận hòa Elland Road của Leeds. Nhưng trận hòa này giúp Arsenal lên ngôi đầu Premier League lần đầu tiên trong mùa giải nhờ nã 6 bàn trước Middlesbrough tại Riverside.

### Tháng 5

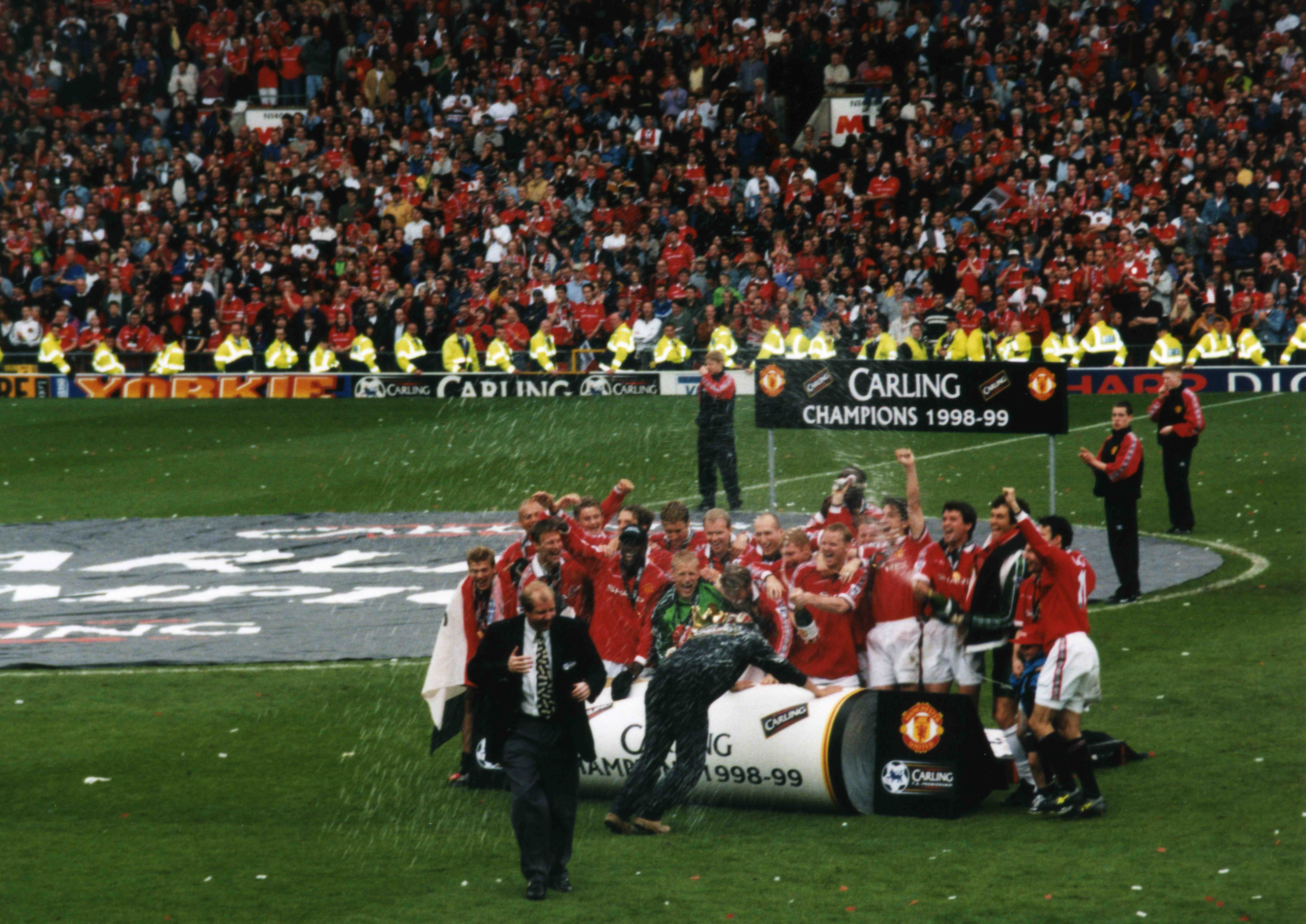
Cả đội nhận danh hiệu vô địch giải Ngoại hạng sau trận thắng trước Tottenham vào ngày 16 tháng 5 năm 1999.

Trong trận gặp Liverpool tại Anfield, Ferguson sử dụng trở lại bộ đôi Cole–Yorke, và từ quả tạt của Beckham, Yorke mở tỉ số ở phút 23. Irwin nhân đôi cách biệt từ chấm 11m sau pha phạm lỗi của Jamie Carragher với Jesper Blomqvist. Nhưng chính Irwin bị truất quyền thi đấu ở phút 76 sau khi Jamie Redknapp bàn thắng từ quả penalty cho Liverpool vài phút trước đó. Paul Ince, người bị Ferguson dùng lời lẽ không hay trước trận, ghi bàn quân bình khi trận đấu còn 2 phút. Cùng ngày, Arsenal đánh bại Tottenham một cách thuyết phục để gia tăng cách biệt lên thành 3 điểm, nhưng thi đấu nhiều hơn 1 trận. Wenger vẫn cho rắng United có nhiều cơ hội, nhưng cuộc đua tới chức vô địch chỉ được quyết định vào ngày cuối cùng của mùa giải.
Yorke ghi bàn thắng thứ 29 trong mùa giải tại Middlesbrough để đưa đội trở lại ngôi đầu. Bàn thắng của Jimmy Floyd Hasselbaink trước Arsenal hai ngày sau nhấn chìm hi vọng của Wenger về việc bảo vệ danh hiệu. United hòa không bàn thắng trên sân Ewood Park của Blackburn Rovers, đội bóng phải xuống hạng vào cuối mùa. Tuy nhiên trận hòa này không ảnh hưởng tới việc Manchester United lên ngôi vô địch sau màn lội ngược dòng trước Tottenham để giành chiến thắng 2–1. Đội quân của Alex Ferguson lần thứ 5 vô địch trong 7 mùa giải Premiership.
| Thời gian                 | Đối thủ             | C/K | Tỷ số Bt-Bb | Cầu thủ ghi bàn                                                      | Số lượng khán giả | Vị trí |
| ------------------------- | ------------------- | --- | ----------- | -------------------------------------------------------------------- | ----------------- | ------ |
| Ngày 15 tháng 8 năm 1998  | Leicester City      | C   | 2–2         | Sheringham 79', Beckham 90'                                          | 55.052            | thứ 7  |
| Ngày 22 tháng 8 năm 1998  | West Ham United     | K   | 0–0         |                                                                      | 26.039            | thứ 11 |
| Ngày 9 tháng 9 năm 1998   | Charlton Athletic   | C   | 4–1         | Solskjær (2) 39', 63', Yorke 45', 48'                                | 55.147            | thứ 9  |
| Ngày 12 tháng 9 năm 1998  | Coventry City       | C   | 2–0         | Yorke 20', Johnsen 48'                                               | 55.193            | thứ 5  |
| Ngày 20 tháng 9 năm 1998  | Arsenal             | K   | 0–3         |                                                                      | 38.142            | thứ 10 |
| Ngày 24 tháng 9 năm 1998  | Liverpool           | C   | 2–0         | Irwin 19' (pen), Scholes 80'                                         | 55.181            | thứ 5  |
| Ngày 3 tháng 10 năm 1998  | Southampton         | K   | 3–0         | Yorke 12', Cole 60', Cruijff 75'                                     | 15.251            | thứ 2  |
| Ngày 17 tháng 10 năm 1998 | Wimbledon           | C   | 5–1         | Cole (2) 19', 88', Giggs 45', Beckham 47', Yorke 52'                 | 55.265            | thứ 2  |
| Ngày 24 tháng 10 năm 1998 | Derby County        | K   | 1–1         | Cruijff 86'                                                          | 30.867            | thứ 2  |
| Ngày 31 tháng 10 năm 1998 | Everton             | K   | 4–1         | Yorke 14', Short 23' (pln), Cole 59', Blomqvist 64'                  | 40.079            | thứ 2  |
| Ngày 8 tháng 11 năm 1998  | Newcastle United    | C   | 0–0         |                                                                      | 55.174            | thứ 3  |
| Ngày 14 tháng 11 năm 1998 | Blackburn Rovers    | C   | 3–2         | Scholes (2) 31', 59', Yorke 43'                                      | 55.198            | thứ 2  |
| Ngày 21 tháng 11 năm 1998 | Sheffield Wednesday | K   | 1–3         | Cole 29'                                                             | 39.475            | thứ 2  |
| Ngày 29 tháng 11 năm 1998 | Leeds United        | C   | 3–2         | Solskjær 45', Keane 46', Butt 78'                                    | 55.172            | thứ 2  |
| Ngày 5 tháng 12 năm 1998  | Aston Villa         | K   | 1–1         | Scholes 47'                                                          | 39.241            | thứ 2  |
| Ngày 12 tháng 12 năm 1998 | Tottenham Hotspur   | K   | 2–2         | Solskjær (2) 11', 18'                                                | 36.079            | thứ 1  |
| Ngày 16 tháng 12 năm 1998 | Chelsea             | C   | 1–1         | Cole 45'                                                             | 55.159            | thứ 2  |
| Ngày 19 tháng 12 năm 1998 | Middlesbrough       | C   | 2–3         | Butt 62', Scholes 70'                                                | 55.152            | thứ 3  |
| Ngày 26 tháng 12 năm 1998 | Nottingham Forest   | C   | 3–0         | Johnsen (2) 28', 60', Giggs 62'                                      | 55.216            | thứ 4  |
| Ngày 29 tháng 12 năm 1998 | Chelsea             | K   | 0–0         |                                                                      | 34.741            | thứ 4  |
| Ngày 10 tháng 1 năm 1999  | West Ham United     | C   | 4–1         | Yorke 10', Cole (2) 40', 68', Solskjær 81'                           | 55.180            | thứ 3  |
| Ngày 16 tháng 1 năm 1999  | Leicester City      | K   | 6–2         | Yorke (3) 10', 64', 86', Cole (2) 50', 62', Stam 90'                 | 22.091            | thứ 3  |
| Ngày 31 tháng 1 năm 1999  | Charlton Athletic   | K   | 1–0         | Yorke 89'                                                            | 20.043            | thứ 1  |
| Ngày 3 tháng 2 năm 1999   | Derby County        | C   | 1–0         | Yorke 65'                                                            | 55.174            | thứ 1  |
| Ngày 6 tháng 2 năm 1999   | Nottingham Forest   | K   | 8–1         | Yorke (2) 2', 67', Cole (2) 7', 50', Solskjær (4) 80', 88', 90', 90' | 30.025            | thứ 1  |
| Ngày 17 tháng 2 năm 1999  | Arsenal             | C   | 1–1         | Cole 61'                                                             | 55.171            | thứ 1  |
| Ngày 20 tháng 2 năm 1999  | Coventry City       | K   | 1–0         | Giggs 79'                                                            | 27.596            | thứ 1  |
| Ngày 27 tháng 2 năm 1999  | Southampton         | C   | 2–1         | Keane 80', Yorke 84'                                                 | 55.316            | thứ 1  |
| Ngày 13 tháng 3 năm 1999  | Newcastle United    | K   | 2–1         | Cole 25', 51'                                                        | 36.776            | thứ 1  |
| Ngày 21 tháng 3 năm 1999  | Everton             | C   | 3–1         | Solskjær 55', G. Neville 64', Beckham 67'                            | 55.182            | thứ 1  |
| Ngày 3 tháng 4 năm 1999   | Wimbledon           | K   | 1–1         | Beckham 44'                                                          | 26.121            | thứ 1  |
| Ngày 17 tháng 4 năm 1999  | Sheffield Wednesday | C   | 3–0         | Solskjær 34', Sheringham 45', Scholes 62'                            | 55.270            | thứ 1  |
| Ngày 25 tháng 4 năm 1999  | Leeds United        | K   | 1–1         | Cole 55'                                                             | 40.255            | thứ 2  |
| Ngày 1 tháng 5 năm 1999   | Aston Villa         | C   | 2–1         | Watson 20' (o.g.), Beckham 47'                                       | 55.189            | thứ 2  |
| Ngày 5 tháng 5 năm 1999   | Liverpool           | K   | 2–2         | Yorke 22', Irwin 57' (pen.)                                          | 44.702            | thứ 2  |
| Ngày 9 tháng 5 năm 1999   | Middlesbrough       | K   | 1–0         | Yorke 45'                                                            | 34.665            | thứ 1  |
| Ngày 12 tháng 5 năm 1999  | Blackburn Rovers    | K   | 0–0         |                                                                      | 30.436            | thứ 1  |
| Ngày 16 tháng 5 năm 1999  | Tottenham Hotspur   | C   | 2–1         | Beckham 43', Cole 48'                                                | 55.189            | thứ 1  |

Màu sắc: Màu xanh = Manchester United thắng; Màu vàng = Hòa; Màu đỏ = Đối thủ thắng.
| # | Câu lạc bộ        | Tr | T  | H  | B | Bt | Bb | Hs  | Điểm |
| - | ----------------- | -- | -- | -- | - | -- | -- | --- | ---- |
| 1 | Manchester United | 38 | 22 | 13 | 3 | 80 | 37 | +43 | 79   |
| 2 | Arsenal           | 38 | 22 | 12 | 4 | 59 | 17 | +42 | 78   |
| 3 | Chelsea           | 38 | 20 | 15 | 3 | 57 | 30 | +27 | 75   |

Cách tính điểm: 3 điểm cho một trận thắng; 1 điểm cho một trận hòa; không có điểm nếu thất bại.

## Cúp FA
Mặc dù được chơi trên sân nhà trong bốn vòng đầu tiên, United đều phải đụng độ với những đối thủ khá khó chơi trên đường tới trận chung kết, phải vượt qua 5 đội Premier League: Middlesbrough, Liverpool, Chelsea, Arsenal và Newcastle United. Đối thủ hạng dưới duy nhất mà United gặp là Fulham thuộc EFL League One, hạng đấu cao thứ 3 tại Anh. Tuy nhiên đội bóng này cũng không hề dễ chơi khi đã bất ngờ loại Southampton và Aston Villa ở các vòng trước.
Tại vòng ba, United tiếp Middlesbrough, đội vừa mới đánh bại họ tại Premiership. Andy Townsend đưa Middlesbrough vượt lên ở hiệp một, nhưng các pha làm bàn của Cole, Irwin và Giggs giúp United giành thắng lợi 3–1.
United đối đầu với Liverpool trên sân nhà ở vòng tiếp theo. Lữ đoàn màu đỏ vươn lên dẫn trước nhờ công của Michael Owen ở phút thứ 3. Mặc dù tạo ra hàng loạt cơ hội, nhưng phải tới phút 86 thì United mới gỡ hòa sau khi Yorke ghi bàn từ quả phạt của Beckham. Ở phút bù giờ thứ 2, thủ môn David James đổ người sai hướng từ cú sút của Solskjaer giúp United tiếp tục lội ngược dòng thành công.
Cole ghi bàn duy nhất giúp Man United thắng Fulham vào ngày Valentine để có mặt tại tứ kết gặp Chelsea. Trong trận cầu kết thúc mà không có bàn thắng được ghi, Paul Scholes và Roberto Di Matteo đều bị đuổi khỏi sân và vắng mặt trong trận đá lại tứ kết ba ngày sau trên sân Stamford Bridge. Yorke tiếp tục nâng cao thành tích ghi bàn với cú đúp trước The Blues để đưa United vào bán kết.
United phải đương đầu với đội đương kim giữ cúp Arsenal tại bán kết trên sân Villa Park vào ngày 11 tháng 4. Trận đấu kết thúc với tỉ số hòa 0–0 (tính cả hiệp phụ) khiến hai đội phải gặp lại nhau trong trận đá lại bán kết bốn ngày sau. Beckham mở tỉ số trận đấu từ một cú sút xa, nhưng Dennis Bergkamp cân bằng cách biệt cho Arsenal với cú sút chạm người hậu vệ Jaap Stam đổi hướng. Arsenal tưởng như đã vượt lên dẫn trước sau khi Nicolas Anelka đưa bóng vào lưới của Schmeichel, nhưng bàn thắng không được tính vì do có lỗi việt vị. Đội trưởng Roy Keane bị đuổi khỏi sân khiến Man United phải chơi với 10 người trong 30 phút cuối trận. Vào những phút bù giờ của hiệp 2, Phil Neville phạm lỗi với Ray Parlour trong vòng cấm. Peter Schmeichel cản phá thành công quả sút của Bergkamp và trận đấu bước vào hiệp phụ. Trong thời gian hiệp phụ hai, Ryan Giggs tạo nên một trong những khoảnh khắc đang nhớ nhất lịch sử Cúp FA. Đoạt bóng từ khu vực giữa sân sau cú chuyền hỏng của Patrick Vieira, anh dẫn bóng vượt qua hàng phòng ngự Arsenal trước khi sút tung nóc lưới của David Seaman, ấn định tỉ số 2–1. Đây cũng là bàn thắng cuối cùng được ghi trong một trận đá lại bán kết FA Cup, vì do trận đấu này bị bãi bỏ mùa giải sau.
United gặp Newcastle United trong trận chung kết FA Cup trên sân Wembley cũ, một trong các trận chung kết Cúp FA cuối cùng được tổ chức tại đây trước khi đóng cửa vào cuối năm 2000. Khi trận đấu mới trôi qua chưa đầy 10 phút, Roy Keane gặp chấn thương và thay ra bởi Sheringham. Chính Sheringham và Scholes là những người ghi bàn đem về chiến thắng 2–0 để hoàn tất cú đúp danh hiệu.
| Ngày                     | Vòng đấu       | Đối thủ          | Chủ / Khách          | Tỷ số        | Người ghi bàn                         | Số khán giả |
| ------------------------ | -------------- | ---------------- | -------------------- | ------------ | ------------------------------------- | ----------- |
| Ngày 3 tháng 1 năm 1999  | Vòng 3         | Middlesbrough    | C                    | 3–1          | Cole 68', Irwin 82' (pen.), Giggs 90' | 52.232      |
| Ngày 24 tháng 1 năm 1999 | Vòng 4         | Liverpool        | C                    | 2–1          | Yorke 88', Solskjær 90'               | 54.591      |
| Ngày 14 tháng 2 năm 1999 | Vòng 5         | Fulham           | C                    | 1–0          | Cole 26'                              | 54.798      |
| Ngày 7 tháng 3 năm 1999  | Tứ kết         | Chelsea          | C                    | 0–0          |                                       | 54.587      |
| Ngày 10 tháng 3 năm 1999 | Đá lại tứ kết  | Chelsea          | K                    | 2–0          | Yorke (2) 4', 59'                     | 33.075      |
| Ngày 11 tháng 4 năm 1999 | Bán kết        | Arsenal          | N                    | 0–0 (a.e.t.) |                                       | 39.217      |
| Ngày 14 tháng 4 năm 1999 | Đá lại bán kết | Arsenal          | N                    | 2–1 (a.e.t.) | Beckham 17', Giggs 109'               | 30.223      |
| Ngày 22 tháng 5 năm 1999 | Chung kết      | Newcastle United | Sân vận động Wembley | 2–0          | Sheringham 11', Scholes 52'           | 79.101      |

Màu sắc: Màu xanh = Manchester United thắng; Vàng = Hòa; Red = Đối phương thắng.

## Cúp Liên đoàn
Giống như các mùa giải gần đây United cho nhiều cầu thủ đội hình chính nghỉ ngơi tại League Cup và coi giải đấu là nơi thích hợp để các cầu thủ trẻ và dự bị tích lũy kinh nghiệm. Tại vòng 3 United nhọc nhằn vượt qua Bury trong hiệp phụ với tỉ số 2–0 từ các bàn thắng của Erik Nevland và Ole Gunnar Solskjær. Vòng bốn chứng kiến Solskjær tiếp tục nổ súng đem về chiến quả 2–1 trước Nottingham và giúp MU vào vòng tứ kết của giải lần đầu kể từ 1994. Nhưng United không thể tiến xa hơn khi bị Tottenham Hotspur loại bằng một cú đúp của Chris Armstrong và một bàn thắng khác của David Ginola còn cựu cầu thủ của Spurs là Teddy Sheringham ghi một bàn thắng danh dự cho United.
| Thời gian            | Vòng đấu | Đối thủ           | C/K | Tỷ số Bt-Bb  | Cầu thủ ghi bàn             | Số lượng khán giả |
| -------------------- | -------- | ----------------- | --- | ------------ | --------------------------- | ----------------- |
| 28 tháng 8 năm 1998  | Vòng 3   | Bury              | C   | 2–0 (a.e.t.) | Solskjær 106', Nevland 115' | 52.495            |
| 11 tháng 11 năm 1998 | Vòng 4   | Nottingham Forest | C   | 2–1          | Solskjær (2) 57', 60'       | 37.337            |
| 2 tháng 12 năm 1998  | Vòng 5   | Tottenham Hotspur | K   | 1–3          | Sheringham 70'              | 35.702            |

## UEFA Champions League

### Vòng loại 2
Manchester United bắt đầu mùa giải UEFA Champions League gặp nhà vô địch Ba Lan ŁKS Łódź ở vòng loại. Các bàn thắng của Giggs và Cole trên sân nhà giúp họ có lợi thế dẫn 2–0 ở lượt đi, còn trận hòa 0–0 tại Ba Lan đảm bảo một vị trí tại vòng bảng. Łódź cũng là đội duy nhất có trận sạch lưới khi gặp United tại Cúp C1 1998–99.
| Thời gian                | Vòng đấu              | Đối thủ  | C/K | Tỷ số | Cầu thủ ghi bàn     | Số lượng khán giả |
| ------------------------ | --------------------- | -------- | --- | ----- | ------------------- | ----------------- |
| ngày 12 tháng 8 năm 1998 | Vòng loại 2 (Lượt đi) | ŁKS Łódź | C   | 2–0   | Giggs 16', Cole 81' | 50.906            |
| ngày 26 tháng 8 năm 1998 | Vòng loại 2 (Lượt về) | ŁKS Łódź | K   | 0–0   |                     | 8.000             |

### Vòng bảng
Theo kết quả bốc thăm, United nằm ở bảng D được xem là bảng đấu tử thần, bao gồm gã khổng lồ Barcelona của Tây Ban Nha, nhà vô địch nước Đức Bayern München và đội bóng đến từ Đan Mạch Brøndby.
Cả hai lượt trận trước Barcelona kết thúc với kết quả bất phân thắng bại. Mặc dù Giggs, Scholes và Beckham đưa Man Utd dẫn trước 3—2 tại Old Trafford, các vị khách được hưởng quả phạt đền do Butt dùng tay chơi bóng trong vòng cấm. Luis Enrique thực hiện thành công để gỡ lại một điểm cho trận mở màn. Trong trận đấu lượt về trên sân Camp Nou vào ngày 25/11, một trận đấu mà Barça phải ở trong tình thế thắng để không bị loại, kịch bản trận lượt đi lặp lại khi Dwight Yorke đưa United dẫn trước 3–2, nhưng Rivaldo là người quân bình tỉ số 3–3 cho đội bóng của Van Gaal.
United cũng hai lần đánh rơi chiến thắng trước Bayern München. Tại Munich, đội chủ nhà có bàn gỡ hòa 2–2 khi trận đấu chỉ còn 2 phút, sau khi Schmeichel ra lỡ trớn sau cú ném biên của Bixente Lizarazu, tạo điều kiện để cho Giovane Élber dễ dàng đưa bóng vào lưới trống. Trong trận lượt về Roy Keane mở tỉ số ngay trước khi hiệp một kết thúc nhưng cuối cùng đội bóng nước Anh vẫn để Hasan Salihamidžić gỡ hòa cho các vị khách. Tuy nhiên họ vẫn vào vòng tứ kết (với tư cách một trong hai đội có số điểm nhì cao nhất cùng Real Madrid) nhờ hai trận thắng đậm trước đội bóng không được đánh giá cao Brøndby với tỉ số 6–2 ở Copenhagen và 5–0 trên sân Old Trafford.
| Thời gian                 | Đối thủ        | C/K | Tỷ số Bt-Bb | Cầu thủ ghi bàn                                                 | Số lượng khán giả | Vị trí vòng bảng sau trận đấu |
| ------------------------- | -------------- | --- | ----------- | --------------------------------------------------------------- | ----------------- | ----------------------------- |
| Ngày 16 tháng 9 năm 1998  | Barcelona      | C   | 3–3         | Giggs 17', Scholes 25', Beckham 64'                             | 53.601            | thứ 3                         |
| Ngày 30 tháng 9 năm 1998  | Bayern München | K   | 2–2         | Yorke 30', Scholes 49'                                          | 53.000            | thứ 3                         |
| Ngày 21 tháng 10 năm 1998 | Brøndby        | K   | 6–2         | Giggs (2) 2', 21', Cole 28', Keane 55', Yorke 60', Solskjær 62' | 40.315            | thứ 1                         |
| Ngày 4 tháng 11 năm 1998  | Brøndby        | C   | 5–0         | Beckham 7', Cole 13', P. Neville 16', Yorke 28', Scholes 62'    | 53.250            | thứ 1                         |
| Ngày 25 tháng 11 năm 1998 | Barcelona      | K   | 3–3         | Yorke (2) 25', 68', Cole 53'                                    | 67.648            | thứ 2                         |
| Ngày 9 tháng 12 năm 1998  | Bayern München | C   | 1–1         | Keane 43'                                                       | 54.434            | thứ 2                         |

| Câu lạc bộ        | Tr | T | H | B | Bt | Bb | Hs  | Điểm |
| ----------------- | -- | - | - | - | -- | -- | --- | ---- |
| Bayern München    | 6  | 3 | 2 | 1 | 9  | 6  | +3  | 11   |
| Manchester United | 6  | 2 | 4 | 0 | 20 | 11 | +9  | 10   |
| Barcelona         | 6  | 2 | 2 | 2 | 11 | 9  | +2  | 8    |
| Brøndby           | 6  | 1 | 0 | 5 | 4  | 18 | −14 | 3    |

### Vòng đấu loại trực tiếp
Tại vòng tứ kết, Beckham đối mặt với Diego Simeone lần đầu kể từ Giải bóng đá vô địch thế giới 1998. Ở lượt đi trên sân Old Trafford, United đánh bại Inter 2–0 với 2 bàn gần tương tự nhau của Yorke từ các quả tạt của Beckham trong khi bàn thắng của Simeone ở hiệp 2 không được công nhận do trọng tài bắt lỗi đẩy người trước đó của Giuseppe Bergomi với Stam. Trong trận lượt về tại San Siro, Scholes ghi bàn gỡ hòa 1–1 ở những phút cuối trận để đảm bảo sẽ có một vé vào bán kết của United.
Trong trận bán kết lượt đi tại Anh, đội trưởng của Juventus Antonio Conte mở tỉ số từ đường chuyền của Edgar Davids. United gỡ hòa ở những phút bù giờ nhờ công của Giggs từ quả tạt của Beckham khi chỉ trước đó vài phút bàn thắng của Teddy Sheringham không được công nhận. Trận hòa này bắt buộc Man United thắng hoặc hòa trên 2 bàn tại Ý. Trên Sân vận động Alpi, Filippo Inzaghi lập cú đúp trong vòng 11 phút đầu tiên để đưa Juve lợi thế dẫn trước an toàn. Tuy nhiên những nỗ lực của Roy Keane, người không thể dự trận chung kết do nhận thẻ vàng trong trận này, giúp MU rút ngắn cách biệt từ quả tạt của Beckham. Dwight Yorke ghi bàn gỡ hòa ngay trước khi hiệp một khép lại. Cole đưa United vượt lên trong hiệp 2 từ cú đá bồi ở góc hẹp sau nỗ lực đi bóng của Yorke. United có chiến thắng đầu tiên trên đất Ý và hướng về sân Camp Nou, nơi họ sẽ gặp Bayern Munich tại chung kết.
| Thời gian                | Vòng đấu        | Đối thủ        | C/K      | Tỷ số Bt-Bb | Cầu thủ ghi bàn                  | Số lượng khán giả |
| ------------------------ | --------------- | -------------- | -------- | ----------- | -------------------------------- | ----------------- |
| Ngày 3 tháng 3 năm 1999  | Tứ kết Lượt đi  | Internazionale | C        | 2–0         | Yorke (2) 6', 45'                | 54.430            |
| Ngày 17 tháng 3 năm 1999 | Tứ kết Lượt về  | Internazionale | K        | 1–1         | Scholes 88'                      | 79.528            |
| Ngày 7 tháng 4 năm 1999  | Bán kết Lượt đi | Juventus       | C        | 1–1         | Giggs 90+2'                      | 54.487            |
| Ngày 21 tháng 4 năm 1999 | Bán kết Lượt về | Juventus       | K        | 3–2         | Keane 24', Yorke 34', Cole 84'   | 60.806            |
| Ngày 26 tháng 5 năm 1999 | Trận chung kết  | Bayern München | Camp Nou | 2–1         | Sheringham 90+1', Solskjær 90+3' | 91.000            |

### Chung kết

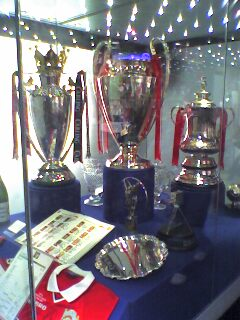
Bộ sưu tập danh hiệu Cú ăn ba: Premier League, Champions League và Cúp FA.

United không có sự phục vụ của các tiền vệ chủ chốt là Keane và Scholes do cả hai đều bị treo giò. Ferguson thay thế họ bằng Blomqvist và Butt, Beckham di chuyển từ cánh phải vào trung tâm còn Giggs từ cánh trái sang cánh phải. United ra sân với đội hình 4–4–2 quen thuộc của họ. Đây là trận đấu cuối cùng của Peter Schmeichel cho United, người trong trận này mang băng đội trưởng.
Mario Basler mở điểm cho Bayern München từ phút thứ 6 bằng bàn thắng từ quả đá phạt. Bayern sau đó có nhiều cơ hội gia tăng cách biệt khi Mehmet Scholl đưa bóng trúng cột dọc còn Carsten Jancker tìm tới xà ngang, và khiến Peter Schmeichel phải ra vào vất vả. Ferguson thay Solskjær và Sheringham vào sân với hy vọng tìm bàn gỡ hòa. Trong một trong những đợt tấn công cuối cùng của thời gian bù giờ 3 phút, United giành được quả phạt góc. Thủ môn Schmeichel cũng băng lên tham gia vào quả phạt góc này. Sau khi bóng được rót bổng vào bởi Beckham, các cầu thủ Bayern phá bóng không dứt khoát để bóng tìm tới Giggs, người thực hiện cú vô-lê chìm tới đúng vị trí để Sheringham đá nối vào góc gần ghi bàn gỡ hòa. Gần như ngay sau bàn thắng đó United được hưởng quả phạt góc nữa. Beckham đưa bóng vào trong để Sheringham đánh đầu chuyền bóng cho Solskjær thực hiện cú chích mũi giầy tung nóc lưới Oliver Kahn. Bayern gần như không có cơ hội phản công khi trọng tài người Ý Pierluigi Collina thổi còi kết thúc trận đấu chỉ vài giây sau đó.
Đội trưởng Peter Schmeichel và huấn luyện viên Alex Ferguson là những người nâng cao chiếc cúp vô địch trên bục chiến thắng. Mặc dù bị treo giò nhưng Keane và Scholes đều nhận được huy chương. Huyền thoại Bayern Lothar Matthäus cởi bỏ tấm huy chương á quân ngay sau khi được trao, và sau đó khẳng định United đã "may mắn" vô địch.
Manchester United là đội bóng Anh đầu tiên giành Champions League (không tính Cúp C1 cũ). Họ cũng chiến thắng vào đúng ngày sinh nhật tuổi 90 của Sir Matt Busby.

## Những diễn biến sau cú ăn ba
Gần 24 tiếng sau cuộc lội ngược dòng tại Barcelona, một đám đông khoảng 500.000 người hâm mộ tụ tập trên các con phố của thành phố Manchester để đón chào các cầu thủ Manchester United, những người diễu hành quanh thành phố trên chiếc xe buýt. Với tư cách nhà vô địch châu Âu, United được dự trận tranh Cúp liên lục địa tại Tokyo với câu lạc bộ đến từ Brasil Palmeiras. Roy Keane là người ghi bàn duy nhất giúp đội trở thành câu lạc bộ thuộc Vương quốc Anh duy nhất giành danh hiệu này (trận đấu này bị khai tử vào năm 2004).
Để giúp Anh trong cuộc đua trở thành chủ nhà World Cup 2006, United xin rút lui khỏi Cúp FA 1999–2000, để dự FIFA Club World Cup 2000. Họ không vượt qua vòng bảng và Ferguson phải thừa nhận ông hối tiếc vì những gì xảy ra.
Cùng với lứa Busby Babes (Những đứa trẻ của Busby), đội hình ăn ba năm 1999 được các cổ động viên lấy làm hình mẫu cho các thế hệ cầu thủ của Manchester United. Vào năm 2007 tờ báo The Daily Telegraph cùng tạp chí World Soccer công bố danh sách 20 đội hình vĩ đại nhất mọi thời đại: United đứng cuối cùng, xếp sau đội hình giành cú đúp của Liverpool năm 1977. Hai năm sau tờ Daily Mail cho ra danh sách tương tự và xếp đội hình này của Man United ở vị trí thứ nhì, chỉ chịu thua đội tuyển Brasil vô địch thế giới 1970. Bàn thắng của Ryan Giggs trong trận bán kết Cúp FA trước Arsenal đứng đầu cuộc thăm dò bình chọn cho bàn thắng đẹp nhất lịch sử giải đấu còn khán giả kênh Channel 4 xếp màn ngược dòng trong trận chung kết Champions League ở vị trí thứ 4 trong danh sách 100 Khoảnh khắc thể thao vĩ đại nhất.

## Thống kê đội hình
| Số áo | Vị trí | Tên                  | Giải Ngoại hạng | Giải Ngoại hạng | Cúp FA | Cúp FA | Cúp Liên đoàn | Cúp Liên đoàn | Cúp châu Âu | Cúp châu Âu | Khác  | Khác | Tổng    | Tổng |
| Số áo | Vị trí | Tên                  | Trận            | Bàn             | Trận   | Bàn    | Trận          | Bàn           | Trận        | Bàn         | Trận  | Bàn  | Trận    | Bàn  |
| ----- | ------ | -------------------- | --------------- | --------------- | ------ | ------ | ------------- | ------------- | ----------- | ----------- | ----- | ---- | ------- | ---- |
| 1     | TM     | Peter Schmeichel     | 34              | 0               | 8      | 0      | 0             | 0             | 13          | 0           | 1     | 0    | 56      | 0    |
| 2     | HV     | Gary Neville         | 34              | 1               | 7      | 0      | 0             | 0             | 12          | 0           | 1     | 0    | 54      | 1    |
| 3     | HV     | Denis Irwin          | 26 (3)          | 2               | 6      | 1      | 0             | 0             | 12          | 0           | 1     | 0    | 45 (3)  | 3    |
| 4     | HV     | David May            | 4 (2)           | 0               | 1      | 0      | 2             | 0             | 0           | 0           | 0     | 0    | 7 (2)   | 0    |
| 5     | HV     | Ronny Johnsen        | 19 (3)          | 3               | 3 (2)  | 0      | 1             | 0             | 6 (2)       | 0           | 1     | 0    | 30 (7)  | 3    |
| 6     | HV     | Jaap Stam            | 30              | 1               | 6 (1)  | 0      | 0             | 0             | 13          | 0           | 1     | 0    | 50 (1)  | 1    |
| 7     | TV     | David Beckham        | 33 (1)          | 6               | 7      | 1      | 0 (1)         | 0             | 12          | 2           | 1     | 0    | 53 (2)  | 9    |
| 8     | TV     | Nicky Butt           | 22 (9)          | 2               | 5      | 0      | 2             | 0             | 4 (4)       | 0           | 1     | 0    | 34 (13) | 2    |
| 9     | TĐ     | Andy Cole            | 26 (6)          | 17              | 6 (1)  | 2      | 0             | 0             | 10          | 5           | 1     | 0    | 43 (7)  | 24   |
| 10    | TĐ     | Teddy Sheringham     | 7 (10)          | 2               | 1 (3)  | 1      | 1             | 1             | 2 (2)       | 1           | 0 (1) | 0    | 11 (16) | 5    |
| 11    | TV     | Ryan Giggs           | 20 (4)          | 3               | 5 (1)  | 2      | 1             | 0             | 9           | 5           | 1     | 0    | 36 (5)  | 10   |
| 12    | HV     | Phil Neville         | 19 (9)          | 0               | 4 (3)  | 0      | 2             | 0             | 4 (2)       | 1           | 0 (1) | 0    | 29 (15) | 1    |
| 13    | HV     | John Curtis          | 1 (3)           | 0               | 0      | 0      | 3             | 0             | 0           | 0           | 0     | 0    | 4 (3)   | 0    |
| 14    | TV     | Jordi Cruyff         | 0 (5)           | 2               | 0      | 0      | 2             | 0             | 0 (3)       | 0           | 0 (1) | 0    | 2 (9)   | 2    |
| 15    | TV     | Jesper Blomqvist     | 20 (5)          | 1               | 3 (2)  | 0      | 0 (1)         | 0             | 6 (1)       | 0           | 0     | 0    | 29 (9)  | 1    |
| 16    | TV     | Roy Keane (ĐT)       | 33 (2)          | 2               | 7      | 0      | 0             | 0             | 12          | 3           | 1     | 0    | 53 (2)  | 5    |
| 17    | TM     | Raimond van der Gouw | 4 (1)           | 0               | 0      | 0      | 3             | 0             | 0           | 0           | 0     | 0    | 7 (1)   | 0    |
| 18    | TV     | Paul Scholes         | 24 (7)          | 6               | 3 (3)  | 1      | 0 (1)         | 0             | 10 (2)      | 4           | 1     | 0    | 38 (13) | 11   |
| 19    | TĐ     | Dwight Yorke         | 32              | 18              | 5 (3)  | 3      | 0             | 0             | 11          | 8           | 0     | 0    | 48 (3)  | 29   |
| 20    | TĐ     | Ole Gunnar Solskjær  | 9 (10)          | 12              | 4 (4)  | 1      | 3             | 3             | 1 (5)       | 2           | 0 (1) | 0    | 17 (20) | 18   |
| 21    | HV     | Henning Berg         | 10 (6)          | 0               | 5      | 0      | 3             | 0             | 3 (1)       | 0           | 0 (1) | 0    | 21 (8)  | 0    |
| 22    | TĐ     | Erik Nevland         | 0               | 0               | 0      | 0      | 0 (1)         | 1             | 0           | 0           | 0     | 0    | 0 (1)   | 1    |
| 23    | HV     | Michael Clegg        | 0               | 0               | 0      | 0      | 3             | 0             | 0           | 0           | 0     | 0    | 3       | 0    |
| 24    | HV     | Wes Brown            | 11 (3)          | 0               | 2      | 0      | 0 (1)         | 0             | 3 (1)       | 0           | 0     | 0    | 16 (5)  | 0    |
| 28    | TV     | Philip Mulryne       | 0               | 0               | 0      | 0      | 2             | 0             | 0           | 0           | 0     | 0    | 2       | 0    |
| 29    | TĐ     | Alex Notman          | 0               | 0               | 0      | 0      | 0 (1)         | 0             | 0           | 0           | 0     | 0    | 0 (1)   | 0    |
| 30    | HV     | Ronnie Wallwork      | 0               | 0               | 0      | 0      | 0 (1)         | 0             | 0           | 0           | 0     | 0    | 0 (1)   | 0    |
| 31    | TM     | Nick Culkin          | 0               | 0               | 0      | 0      | 0             | 0             | 0           | 0           | 0     | 0    | 0       | 0    |
| 33    | TV     | Mark Wilson          | 0               | 0               | 0      | 0      | 2             | 0             | 0 (1)       | 0           | 0     | 0    | 2 (1)   | 0    |
| 34    | TV     | Jonathan Greening    | 0 (3)           | 0               | 0 (1)  | 0      | 3             | 0             | 0           | 0           | 0     | 0    | 3 (4)   | 0    |
| 38    | HV     | Danny Higginbotham   | 0               | 0               | 0      | 0      | 0             | 0             | 0           | 0           | 0     | 0    | 0       | 0    |

Trong ngoặc là số lần vào sân từ ghế dự bị

## Chuyển nhượng
Người đầu tiên rời Manchester United trong mùa giải 1998–99 là Ben Thornley, gia nhập Huddersfield Town vào ngày 3 tháng 7 năm 1998. Một ngày sau, Leon Mills ký hợp đồng với Wigan Athletic còn Adam Sadler được giải phóng. Hai cầu thủ thi đấu lâu năm là Brian McClair và Gary Pallister cũng ra đi. McClair, người chơi cho United từ 1987, trở lại câu lạc bộ cũ Motherwell thuộc Scottish Premier League, nơi anh từng thi đấu đầu những năm 1980. Pallister trở lại Middlesbrough theo hợp đồng trị giá 2,5 triệu bảng Anh, 9 năm kể từ khi anh rời đội bóng này với giá 2,3 triệu bảng để tới sân Old Trafford. Vào ngày 4/11/1998, Chris Casper chuyển tới Reading với giá 300.000 bảng.
Sau sự ra đi của Pallister, Ferguson ký hợp đồng với Jaap Stam từ PSV Eindhoven, hậu vệ đắt giá nhất thế giới với phí chuyển nhượng 10 triệu bảng. Cầu thủ chạy cánh người Thụy Điển Jesper Blomqvist cũng nhanh chóng trở thành cái tên tiếp theo với mức phí 4,4 triệu bảng trước khi hợp đồng gây tranh cãi của Dwight Yorke từ Aston Villa được hoàn thành, trở thành cầu thủ có mức phí chuyển nhượng kỉ lục của United. Tiền đạo Patrick Kluivert, người chơi ấn tượng cùng Hà Lan tại World Cup 98, cũng suýt cập bến Man United với giá 9 triệu bảng từ Milan, nhưng cuối cùng thương vụ này bị đổ bể. Lời đề nghị trị giá 5,5 triệu bảng dành cho Ole Gunnar Solskjær từ phía Tottenham Hotspur mặc dù được chấp thuận nhưng đích tân Solskjær tới gặp Alex Ferguson để từ chối nó.
Vào ngày 24 tháng 3 năm 1999, Michael Ryan gia nhập Wrexham. Một ngày sau, Paul Gibson ký hợp đồng với Notts County, còn Philip Mulryne ký với Norwich City. Vào ngày 16 tháng 4, Terry Cooke chuyển sang chơi cho đối thủ cùng thành phố Manchester City. Vào ngày 30 tháng 6, United cho Gerard Gaff và Jason Hickson tự do ra đi, cùng ngày mà Peter Schmeichel ký hợp đồng với Sporting CP, John Thorrington tới Bayer Leverkusen, còn Lee Whiteley chuyển đến Salford City. Người duy nhất gia nhập United trong mùa đông là cầu thủ trẻ người Thụy Điển Bojan Djordjic vào ngày 17 tháng 2.

### Đến
| Ngày                | Vị trí | Tên              | Từ                  | Phí              |
| ------------------- | ------ | ---------------- | ------------------- | ---------------- |
| 1 tháng 7 năm 1998  | HV     | Jaap Stam        | PSV Eindhoven       | 10,75 triệu bảng |
| 8 tháng 7 năm 1998  | TM     | Russell Best     | Notts County        | Tự do            |
| 21 tháng 7 năm 1998 | TV     | Jesper Blomqvist | Parma               | 4,4 triệu bảng   |
| 3 tháng 8 năm 1998  | HV     | John O'Shea      | Waterford Bohemians | Không tiết lộ    |
| 28 tháng 8 năm 1998 | TĐ     | Dwight Yorke     | Aston Villa         | 12,6 triệu bảng  |
| 17 tháng 2 năm 1999 | TV     | Bojan Djordjic   | Brommapojkarna      | Không tiết lộ    |
| 2000                | TM     | Fabien Barthez   | AS Monaco           | 7,8 triệu bảng   |

### Đi
| Ngày                | Vị trí | Tên              | Tới                 | Phí           |
| ------------------- | ------ | ---------------- | ------------------- | ------------- |
| 3 tháng 7 năm 1998  | TV     | Ben Thornley     | Huddersfield Town   | 175.000 bảng  |
| 4 tháng 7 năm 1998  | TV     | Leon Mills       | Wigan Athletic      | Không tiết lộ |
| 4 tháng 7 năm 1998  | TM     | Adam Sadler      | Giải phóng hợp đồng | Tự do         |
| 17 tháng 7 năm 1998 | HV     | Gary Pallister   | Middlesbrough       | Không tiết lộ |
| 8 tháng 10 năm 1998 | TM     | Russell Best     | Giải phóng hợp đồng | Tự do         |
| 4 tháng 11 năm 1998 | HV     | Chris Casper     | Reading             | 300.000 bảng  |
| 24 tháng 3 năm 1999 | TĐ     | Michael Ryan     | Wrexham             | Không tiết lộ |
| 25 tháng 3 năm 1999 | TM     | Paul Gibson      | Notts County        | Không tiết lộ |
| 25 tháng 3 năm 1999 | TV     | Philip Mulryne   | Norwich City        | 500.000 bảng  |
| 16 tháng 4 năm 1999 | TV     | Terry Cooke      | Manchester City     | 1 triệu bảng  |
| 30 tháng 6 năm 1999 | HV     | Gerard Gaff      | Giải phóng hợp đồng | Tự do         |
| 30 tháng 6 năm 1999 | TĐ     | Jason Hickson    | Giải phóng hợp đồng | Tự do         |
| 30 tháng 6 năm 1999 | TM     | Peter Schmeichel | Sporting CP         | Tự do         |
| 30 tháng 6 năm 1999 | TV     | John Thorrington | Bayer Leverkusen    | Không tiết lộ |
| 30 tháng 6 năm 1999 | TV     | Lee Whiteley     | Salford City        | Không tiết lộ |

### Cho mượn
| Từ ngày              | Tới ngày            | Vị trí | Tên                | Tới              |
| -------------------- | ------------------- | ------ | ------------------ | ---------------- |
| 1 tháng 8 năm 1998   | 10 tháng 3 năm 1999 | TĐ     | Michael Twiss      | Sheffield United |
| 17 tháng 9 năm 1998  | 1 tháng 11 năm 1998 | HV     | Chris Casper       | Reading          |
| 30 tháng 10 năm 1998 | 9 tháng 1 năm 1999  | TV     | Terry Cooke        | Wrexham          |
| 1 tháng 11 năm 1998  | 30 tháng 6 năm 1999 | HV     | Danny Higginbotham | Royal Antwerp    |
| 7 tháng 11 năm 1998  | 7 tháng 12 năm 1998 | TM     | Paul Gibson        | Hull City        |
| 14 tháng 1 năm 1999  | 14 tháng 4 năm 1999 | TV     | Terry Cooke        | Manchester City  |
| 14 tháng 1 năm 1999  | 31 tháng 5 năm 1999 | TĐ     | Erik Nevland       | IFK Göteborg     |
| 15 tháng 1 năm 1999  | 31 tháng 5 năm 1999 | TV     | Jordi Cruyff       | Celta Vigo       |
| 27 tháng 1 năm 1999  | 5 tháng 5 năm 1999  | HV     | Ronnie Wallwork    | Royal Antwerp    |
| 27 tháng 1 năm 1999  | 5 tháng 5 năm 1999  | TĐ     | Jamie Wood         | Royal Antwerp    |
| 10 tháng 2 năm 1999  | 1 tháng 5 năm 1999  | TĐ     | Alex Notman        | Aberdeen         |